# Ehrharta brevifolia
Ehrharta brevifolia är en gräsart som beskrevs av Heinrich Adolph Schrader. Ehrharta brevifolia ingår i släktet Ehrharta och familjen gräs. Inga underarter finns listade i Catalogue of Life.